# Reprezentacja Czech na Mistrzostwach Europy w Wioślarstwie 2008
Reprezentacja Czech na Mistrzostwach Europy w Wioślarstwie 2008 liczyła 11 sportowców. Najlepszym wynikiem było 1. miejsce w jedynce kobiet.

## Medale

### Złote medale
jedynka (W1x): Miroslava Knapková – 1. miejsce

### Srebrne medale
Brak

### Brązowe medale
czwórka bez sternika wagi lekkiej (LM4-): Vlastimil Čabla, Vojtěch Bejblík, Jiří Kopáč, Miroslav Vraštil

## Wyniki

### Konkurencje mężczyzn
- dwójka podwójna wagi lekkiej (LM2x): Jan Vetešník, Ondřej Vetešník – 5. miejsce
- czwórka podwójna (M4x): Tomáš Karas, Petr Vitásek, Jakub Hanák, David Jirka – 4. miejsce
- czwórka bez sternika wagi lekkiej (LM4-): Vlastimil Čabla, Vojtěch Bejblík, Jiří Kopáč, Miroslav Vraštil – 3. miejsce

### Konkurencje kobiet
- jedynka (W1x): Miroslava Knapková – 1. miejsce
- dwójka podwójna (W2x): Jitka Antošová, Lenka Antošová – 2. miejsce
- dwójka podwójna wagi lekkiej (LW2x): Klára Janáková, Daniela Nacházelová – 9. miejsce